# Marthe Keller
Marthe Keller (Bázel, 1945. január 28. –) Bambi-díjas (1977) svájci színésznő.

## Élete
Főiskolai tanulmányait a Frankfurti Egyetem filozófia-szociológia szakán végezte. Ezután a Sztanyiszlavszkij Iskolában tanult, Münchenben, illetve a Brecht Színházi Iskolában, Berlinben.
1962–től a bázeli színházban táncolt, majd heidelbergi, berlini és párizsi színházakban játszott.

## Filmjei
- Szabadítsátok ki a fiamat!
- Vad Lovas Kft. (1967)
- Temetés Berlinben (1967)
- Ördögöt a farkánál (1968)
- Les caprices de Marie (1970)
- La vieille fille (1971)
- Arsene Lupin (1971)
- Elle Court, Elle Court la Banlieue (1973)
- La chute d’un corps (1973)
- A választ csak a szél ismeri (1974)
- És most az én szerelmem (1974)
- Toutue une vie (1974)
- Le guepier (1975)
- Szédülés (1975)
- Maraton életre-halálra (1976)
- Fekete vasárnap (1977)
- Bobby Deerfield (1977)
- Fedora (1978)
- A képlet (1980)
- Az amatőr (1982)
- A pármai kolostor (La Certosa di Parma), tévésorozat (1982)
- Wagner (1983)
- Femmes de personne (1984)
- Rouge baiser (1985)
- Fekete szemek (1987)
- Hét perc (1990)
- Katalin cárnő ifjúsága (1991)
- Turbulences (1992)
- Szerelmem, Max (1994)
- Halálos pénz (1995)
- Afirma Pereira (1996)
- Fehér éjszakák (1996)
- Érett asszonyok varázsa (1997)
- K úr (1997)
- A szenvedély iskolája (1998)
- Le derriére (1999)
- A szeretet erejével (2003)
- UV (2007)
- Chrysalis - Az emlékrabló (2007)
- A prófécia (2007)
- Cortex (2008)
- A Romanov-dinasztia (2018)

## Díjai
- Bambi-díj (1977)